# Hexastylis heterophylla
Hexastylis heterophylla är en piprankeväxtart som först beskrevs av William Willard Ashe, och fick sitt nu gällande namn av John Kunkel Small. Hexastylis heterophylla ingår i släktet Hexastylis och familjen piprankeväxter. Inga underarter finns listade i Catalogue of Life.